# Фолксваген Т-Крос
„Фолксваген Т-Крос“ (Volkswagen T-Cross) е модел малки кросоувър автомобили (сегмент J) на германската компания „Фолксваген“, произвеждан от 2018 година в Памплона, Испания.
Моделът разширява гамата на „Фолксваген“, добавяйки по-компактен SUV от „Фолксваген Т-Рок“, като е базиран на платформата на „Фолксваген Груп“ „MQB“ и има сходни размери с по-евтиния „Сеат Арона“.